# Israel Tal

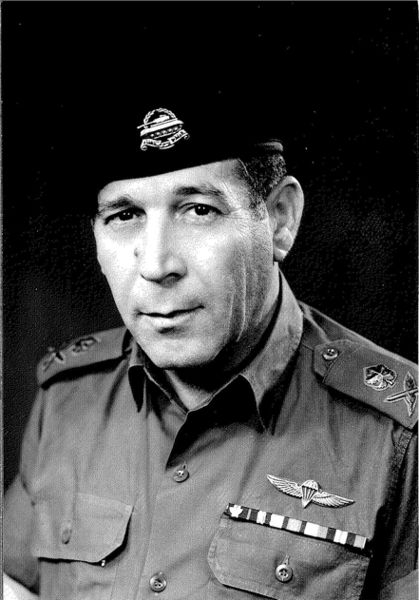
Israel Tal (1970)

Israel Tal (hebräisch ישראל טל, * 13. September 1924 im Kibbuz Mahanajim (Galiläa); † 8. September 2010 in Rehovot), auch bekannt als Talik, war ein israelischer Generalmajor (Aluf), Militärtheoretiker und Leiter des Entwicklungsteams des Merkava-Kampfpanzers.

## Leben
Tal begann seine militärische Laufbahn, als er im Alter von 17 Jahren der Jüdischen Brigade beitrat. Er kämpfte als Maschinengewehrschütze in Nordafrika und Italien. Nach der Auflösung der Jüdischen Brigade kehrte Tal 1946 nach Palästina zurück und diente in der Haganah. Während des Palästinakriegs stieg Tal zum Zugführer auf und kämpfte gegen jordanische und ägyptische Truppen.
Nach Gründung des Staates Israel trat er in die Israelischen Streitkräfte ein. In der Sueskrise diente er als Brigadekommandeur. Tal arbeitete die israelische Panzerkriegsdoktrin aus, die in den folgenden Kriegen wesentlich den Erfolg der Israelischen Streitkräfte ausmachen sollte. Im Sechstagekrieg führte er die nördlichste der drei Panzerdivisionen auf der Sinai-Halbinsel. Diese stieß durch den Gazastreifen vor. In der Endphase des Jom-Kippur-Krieges war er Befehlshaber der Südfront. Er führte eine Zeit lang die Verhandlungen mit den Ägyptern bei Kilometer 101 (101 km von Kairo entfernt).
Nach dem Sechstagekrieg zeichnete sich ab, dass sich das kleine Israel keine massiven Verluste leisten konnte, und so begann 1970 unter Leitung von Israel Tal die Entwicklung eines Panzers, der besonderes Augenmerk auf den Schutz der Besatzung legte, aber gleichzeitig eine starke Feuerkraft aufwies, des Merkava. Die israelische Militärführung erkannte außerdem, dass sie sich von den Waffen- und Ersatzteillieferungen aus den alliierten Staaten unabhängig machen musste.